# Gérald Mesny
Gérald Mesny, né le 28 mars 1865 à Brest, décédé le 14 janvier 1911 à Harbin (Mandchourie, Chine) est un médecin français. 

## Biographie
Gérald Mesny est le deuxième fils du médecin de marine Ange Mesny (1839-1931), originaire de Ploërmel. L'un de ses frères, Joël (1868-1932), fit comme lui ses études de médecine à l'École Principale du Service de Santé de la Marine et des Colonies à Bordeaux et tous les deux furent médecins de marine ; ils exercèrent tous deux en Chine, Joël devenant le médecin privé de Yuan Che Kaï, premier président de la République de Chine. René fit ses études à Brest, entrant à l'École navale, dont il sortit en 1894 ; officier de marine, professeur à l'École navale et pionnier de la radio, il a découvert et développé l'utilisation des ondes métriques et a inventé un oscillateur symétrique à deux tubes pour ondes ultracourtes.
Quant à lui, Gérald Mesny, après ses études de médecine (il devint médecin en 1893), après des postes au Congo et au Sénégal, fut nommé médecin de la légation de France à Pékin. Il devint alors le médecin privé de l'impératrice Tseu-Hi ; il s'installa ensuite à Tien-Tsin comme médecin privé, mais donna surtout des cours à l'Imperial Médical College. On lui confia l'organisation du service médical des prisons et l'inspection du service des mœurs, ce qui n'était pas une sinécure.

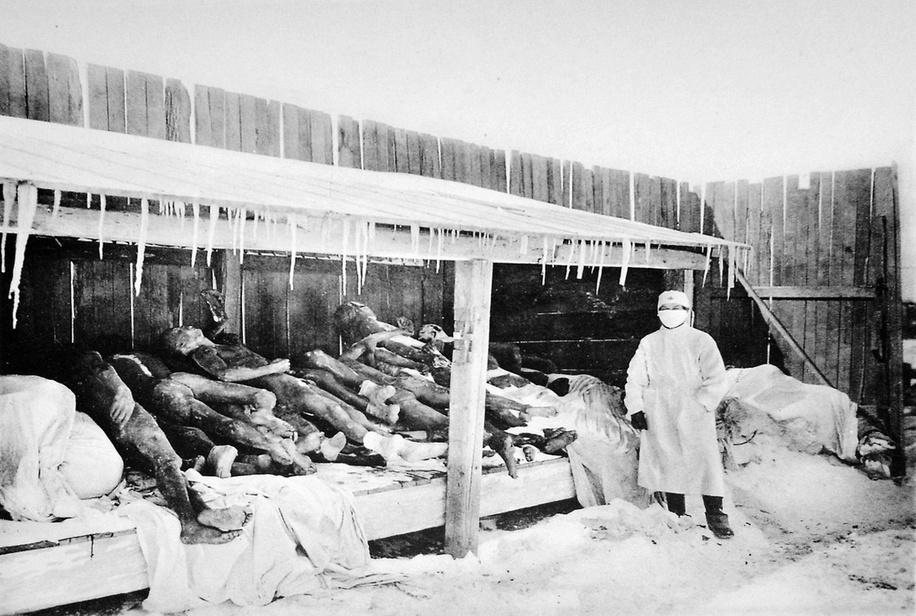
Photo de victimes de la peste en Mandchourie en 1910-1911.

Il lutta avec énergie contre plusieurs épidémies qui survinrent alors en Chine : la peste (1903-1905) en Mandchourie (y compris dans les zones occupées par Les Russes et les Japonais, avec plein pouvoir pour lutter contre l'épidémie), le typhus (1904) et le choléra (1907) à Tien-Tsin. Lors de l'épidémie de peste qui survint en Mandchourie, il s'y rendit aussitôt pour la combattre, mais en fut lui-même victime, décédant le 14 janvier 1911 à Harbin. Cette épidémie tua en tout plus de 50 000 personnes. Victor Segalen fut nommé pour le remplacer

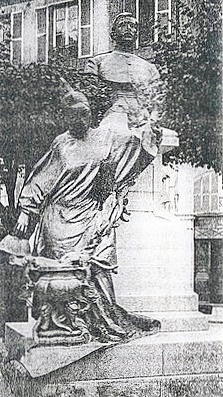
Jean Boucher : Monument à Gérald Mesny.

Paul Claudel, qui vivait alors en Chine, a écrit à  son propos : « La fatalité voulut que la contagion l'atteignit dès le premier jour. Ayant diagnostiqué la maladie sur lui-même, le docteur Mesny fit preuve d'une admirable maîtrise de soi. Afin de ne pas exposer la vie de ses collègues, il demanda lui-même une voiture, sortit de sa chambre après s'être enveloppé d'un drap imbibé d'une solution de sublime et se rendit au pavillon des pestiférés. Arrivé là, Mesny déclara qu'il serait mort dans deux jours et demanda qu'on avisât sa famille de son décès ».
« Le docteur Mesny est tombé comme un soldat sur le champ de bataille » écrit Georges Montorgueil.
Un autre médecin de marine français, aussi d'origine brestoise, Charles Broquet (1876-1964), lutta aussi contre la peste en Asie du Sud-Est.

## Hommages
Les Bretons de Paris (dont Armand Dayot) décidèrent de lui élever un monument dans sa ville natale. Ils choisissent le sculpteur Jean Boucher. Un comité brestois récolta les fonds nécessaires et la marine offrit 3 000 kg de bronze. En raison de la guerre qui survint en 1914, le monument ne fut inauguré qu'en 1921 ; il fut érigé Place de La Tour-d'Auvergne à Brest ; il représentait, outre Gérald Mesny, une femme de Mandchourie, dite encore "La Peste" ou "La Chinoise au brûle-parfum". Le bronze fut fondu en 1942 sous le régime de Vichy et a donc disparu ; on ne le connaît désormais que par des photographies.
« Le moment approche où on va glorifier à Brest notre héros breton le docteur Gérald Mesny. Le monument est prêt ; l'œuvre du grand sculpteur Jean Boucher va être fondue en bronze (...) » écrit le journal La Dépêche de Brest et de l'Ouest dans son édition du 5 août 1912.
Des photographies de Gérald Mesny sont disponibles sur un site Internet.

## Joël Mesny, aussi médecin en Chine
Joël Mesny, né le 23 janvier 1868 à Brest, décédé le 3 juillet 1932 à Hankéou (Chine) [la ville comptait alors une concession française], fut aussi comme son frère Gérald, médecin de marine (il soutint sa thèse de doctorat en 1893) ; il exerça d'abord à Brest, puis en Nouvelle-Calédonie ; en 1900, il est médecin de marine à Rochefort ; en 1901, il fut médecin-major sur la canonnière cuirassée Styx, en Cochinchine.
Entre 1902 et 1907 il est en Chine médecin du consulat de France à Canton et devint notamment le médecin privé de Yuan Che Kaï, qui fut le premier président de la République de Chine entre 1912 et 1916.
En 1907, médecin major de première classe, il est détaché au consulat de France à Hankéou pour exercer au sein de la concession française de Hankou. 
Un monument à sa mémoire fut inauguré le 8 janvier 1933 à Hankéou : « Pendant trente années consécutives [il] s'était prodigué au chevet des Chinois, riches ou pauvres, et avait été l'animateur d'œuvres de charité. Aussi sa mort provoqua-t-elle la constitution d'un comité composé de tous les officiels de la province et de nombreux Chinois influents qui décidèrent de lui élever un monument et de l'offrir à la concession française. Un frère du Dr Joël Mesny, lui aussi médecin, avait déjà succombé en Mandchourie 
en soignant les pestiférés et une, statue érigée à Brest ».
Chevalier de la Légion d'honneur, il mourut victime d'une pneumonie. Ses obsèques eurent lieu d'abord à Hankéou le 5 juillet 1932 : « Une foule immense de Chinois de toutes classes lui firent un cortège émouvant ». Sa dépouille fut rapatriée en France et il fut inhumé dans le cimetière de Brest. Le journal La Dépêche de Brest et de l'Ouest écrit en cette occasion : « Sa vie fut un modèle de labeur et de dévouement. (...) Il soutint moralement et pécuniairement de nombreuses œuvres de bienfaisance ; il créa le "Refuge pour les jeunes filles chinoises abandonnées", institution où elles reçoivent instruction et éducation. C'est sur ses conseils et ses plans qu'a été érigé l'hôpital international actuel [de Hankéou] ».